# Souillac
Souillac település Franciaországban, Lot megyében. Lakosainak száma 3199 fő (2022. január 1.). Souillac Lachapelle-Auzac, Borrèze, Salignac-Eyvigues, Gignac, Lanzac, Pinsac, Mayrac és Pechs-de-l'Espérance községekkel határos.

## Népesség
A település népessége az elmúlt években az alábbi módon változott:
| Lakosok száma | 3630 | 3570 | 3459 | 3970 | 3491 | 3353 | 3284 | 3201 | 3203 | 3199 |
|               | 1968 | 1982 | 1990 | 2006 | 2013 | 2015 | 2017 | 2019 | 2020 | 2022 |